# Contredit en procédure civile française
Ne doit pas être confondu avec contradiction.
En procédure civile en France, la procédure de contredit permettait d'attaquer la décision d'un juge qui se prononçait sur sa compétence sans statuer sur le fond du litige. Il s'agissait d'une voie de recours.
Énoncé aux articles 80 à 91 du code de procédure civile dans la version applicable du 1er janvier 1976 au 31 août 2017, le contredit a été supprimé comme procédure spécifique par le décret no 2017-891 du 6 mai 2017, en vigueur à compter du 1er septembre 2017.
Désormais, une partie qui souhaite contester un jugement relatif à la compétence doit interjeter appel (articles 83 et suivants du code de procédure civile).  